# Reichsbahn SG Bromberg
Reichsbahn SG Bromberg (celým názvem: Reichsbahn Sportgemeinschaft Bromberg) byl německý fotbalový klub sídlící v západopruském městě Bromberg (dnešní Bydgoszcz v Kujavsko-pomořském vojvodství). Založen byl v roce 1940 po anexi polského města Bydgoszcz, zanikl v roce 1944 po ústupu německých vojsk z území města.
Své domácí zápasy odehrával na stadionu Sportplatz an der Kriegsschule.